# مورغان (لاعب كريكت بريطاني)
مورغان (1780 بإنجلترا في المملكة المتحدة - ) (بالإنجليزية: Morgan)‏ هو لاعب كريكت بريطاني.